# Bauernmuseum Kalladorf
Das Bauernmuseum Kalladorf ist ein Landwirtschaftsmuseum in der Gemeinde Wullersdorf im niederösterreichischen Weinviertel. Die Sammlung umfasst landwirtschaftliche Maschinen, Werkzeuge, Haushaltsgeräte und Gebrauchsgegenstände und wird in einer rund 380 m² großen gemauerten Scheune ausgestellt.

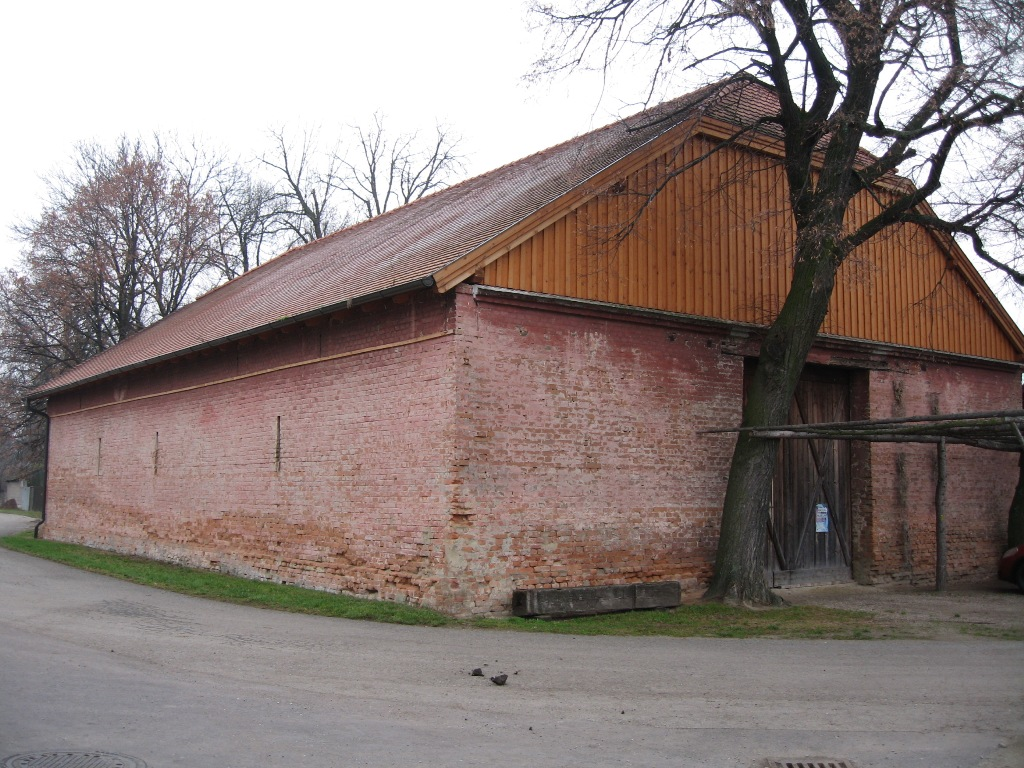
Bauernmuseum Kalladorf

## Geschichte

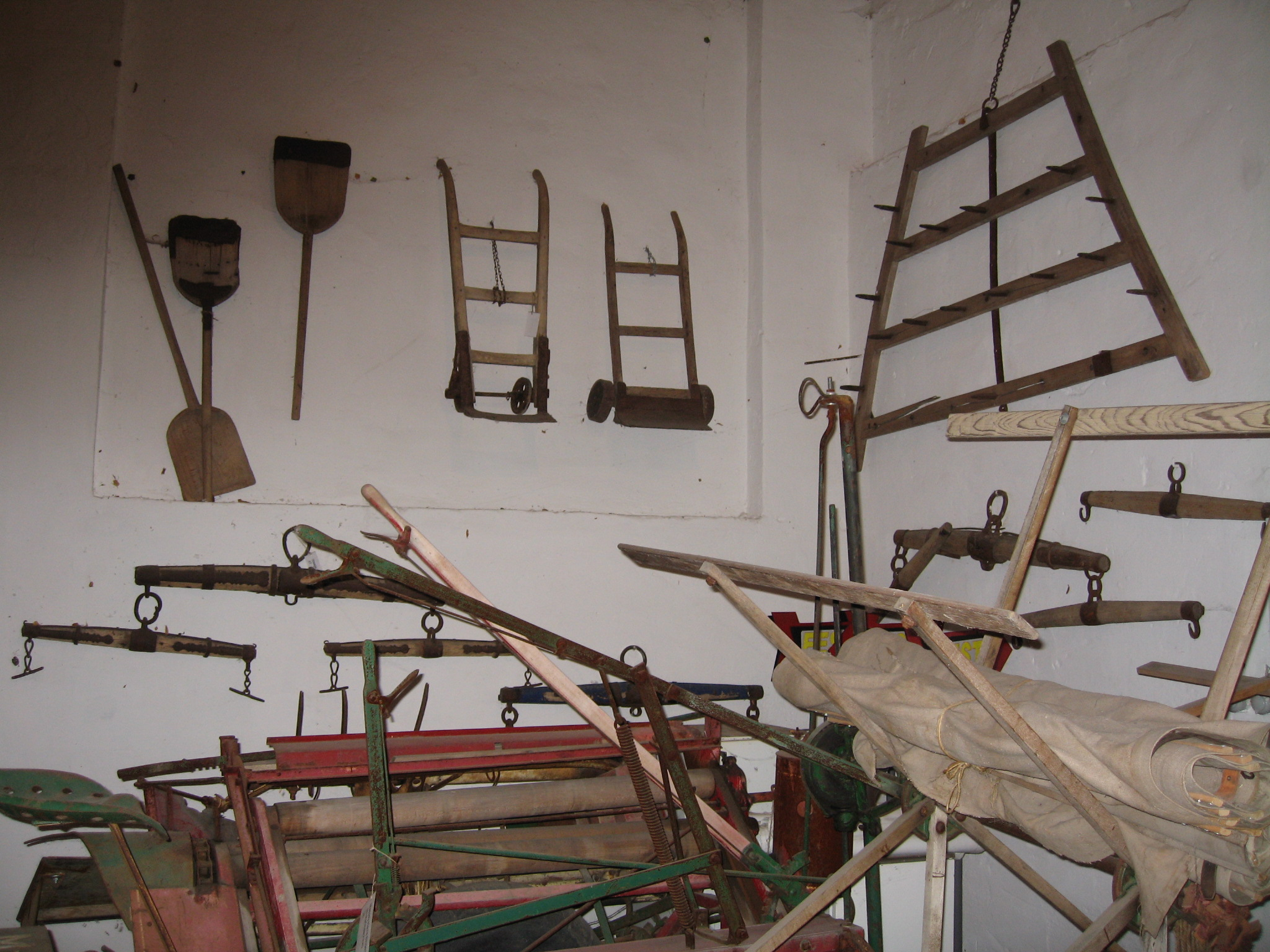
Ausstellungsgegenstände im Bauernmuseum Kalladorf

Die Idee zur Gründung eines Bauernmuseums als Kommunikationszentrum um alte landwirtschaftliche Arbeitsvorgänge nicht in Vergessenheit geraten zu lassen, stammte ursprünglich von Leopold Stadler, einem Kalladorfer Großbauern. 1979 wandte er sich mit dieser Vision an Helmut Wunderl und fand in ihm einen Gleichgesinnten. Daraufhin kam es zur Gründung des „Kulturvereins Bauernmuseum Kalladorf“. 
In über 3.300 freiwilligen Arbeitsstunden der Vereinsmitglieder wurden die Ausstellungsgegenstände zusammengetragen und bestmöglich restauriert. Weiters wurde eine Dokumentation über die Landwirtschaft vor dem Einsetzen der großen Technisierungswelle geschaffen, die am 17. Oktober 1982 erstmals der Öffentlichkeit zugänglich war.
Neben der Beschreibung der einzelnen Arbeitsgänge im Jahresrhythmus wurde in Zusammenarbeit mit dem Institut für Volkskunde der Strukturwandel in der Landwirtschaft während der letzten Jahrzehnte für die Region Hollabrunn dokumentiert und optisch aufbereitet. Maßgeblich am Sammlungsaufbau beteiligt waren auch das ländliche Fortbildungswerk Bezirk Hollabrunn, Schüler der HTL Hollabrunn unter der Leitung von Gerhard Schmid, Schüler der landwirtschaftlichen Fachschule Hollabrunn sowie der Sport-, Kultur- und Gesellschaftsverein Hetzmannsdorf, sowie die „Junge ÖVP – Bezirksgruppe Hollabrunn“, insbesondere Gruppen aus Wullersdorf und Frauendorf.

## Gebäude
Die von Leopold Stadler zur Verfügung gestellte Scheune wurde etwa um 1900 erbaut und hat selbst eine bewegte Geschichte: Neben der regulären Nutzung im Rahmen der landwirtschaftlichen Arbeit – in der Scheune wurde unter anderem eine große Dampfdreschmaschine betrieben – diente sie 1945 auch 20 Siebenbürger Familien als Unterkunft. Die Familien waren ursprünglich in Guntersdorf gelandet, doch der dortige Bürgermeister legte ihnen nahe sich etwas abseits einzuquartieren, da Guntersdorf an einer gut frequentierten Durchzugsstraße liegt. Die Siebenbürger Familien verdingten sich in der Folge bei Kalladorfer Bauern und siedelten sich schließlich in der Ortschaft an.
Im Jahre 2005 wurden aus dem Erlös des seit mehreren Jahren gefeierten und vom „Kulturverein Bauernmuseum Kalladorf“ veranstalteten Erdäpfelfestes, privaten Spenden sowie durch die gewährten Subventionen vom Land Niederösterreich, das Dach und der Boden der Scheune saniert. Das Museum wurde danach am 17. Oktober 2005 wieder eröffnet.

## Ausstellung

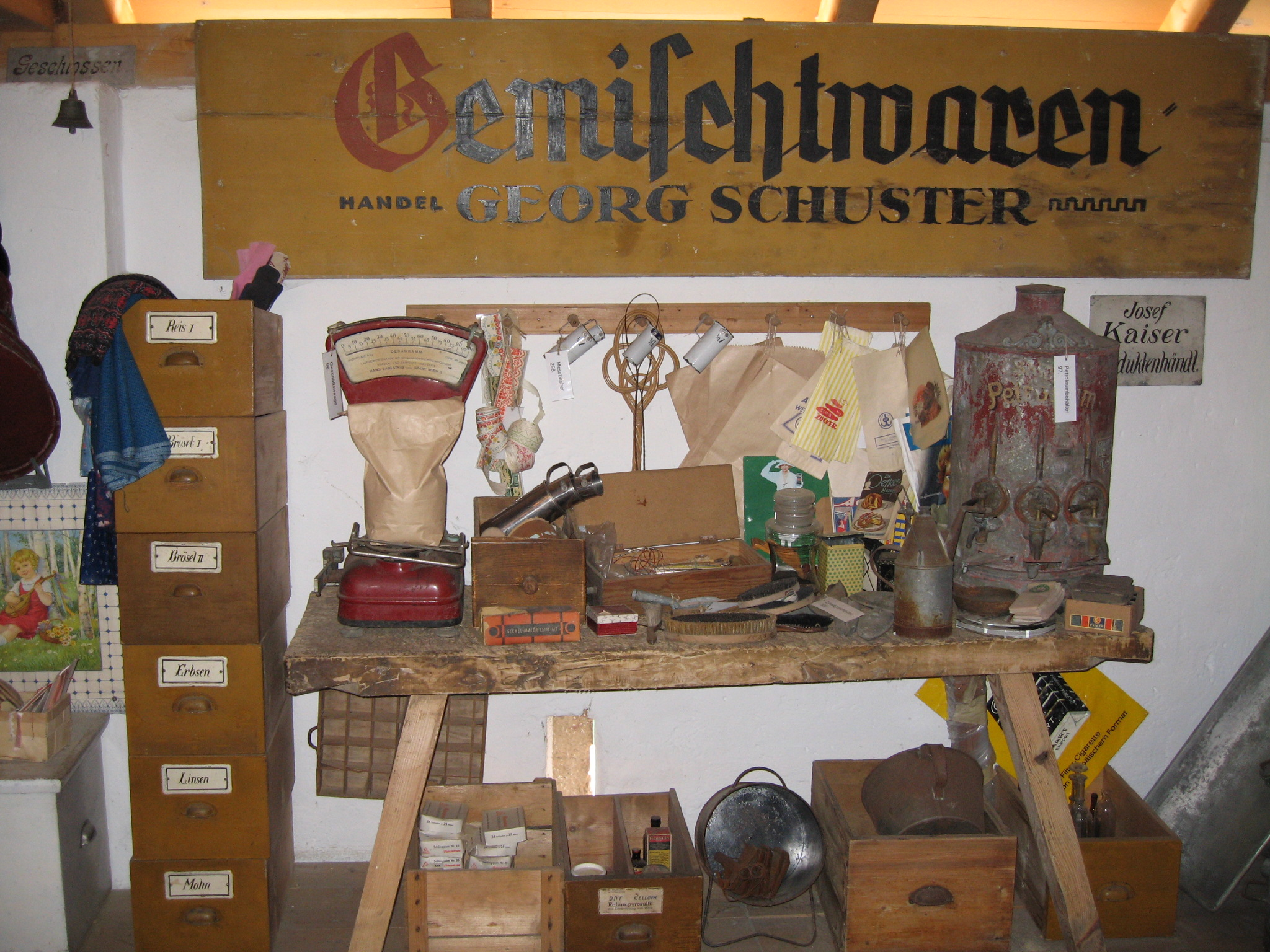
Greißler-Einrichtung

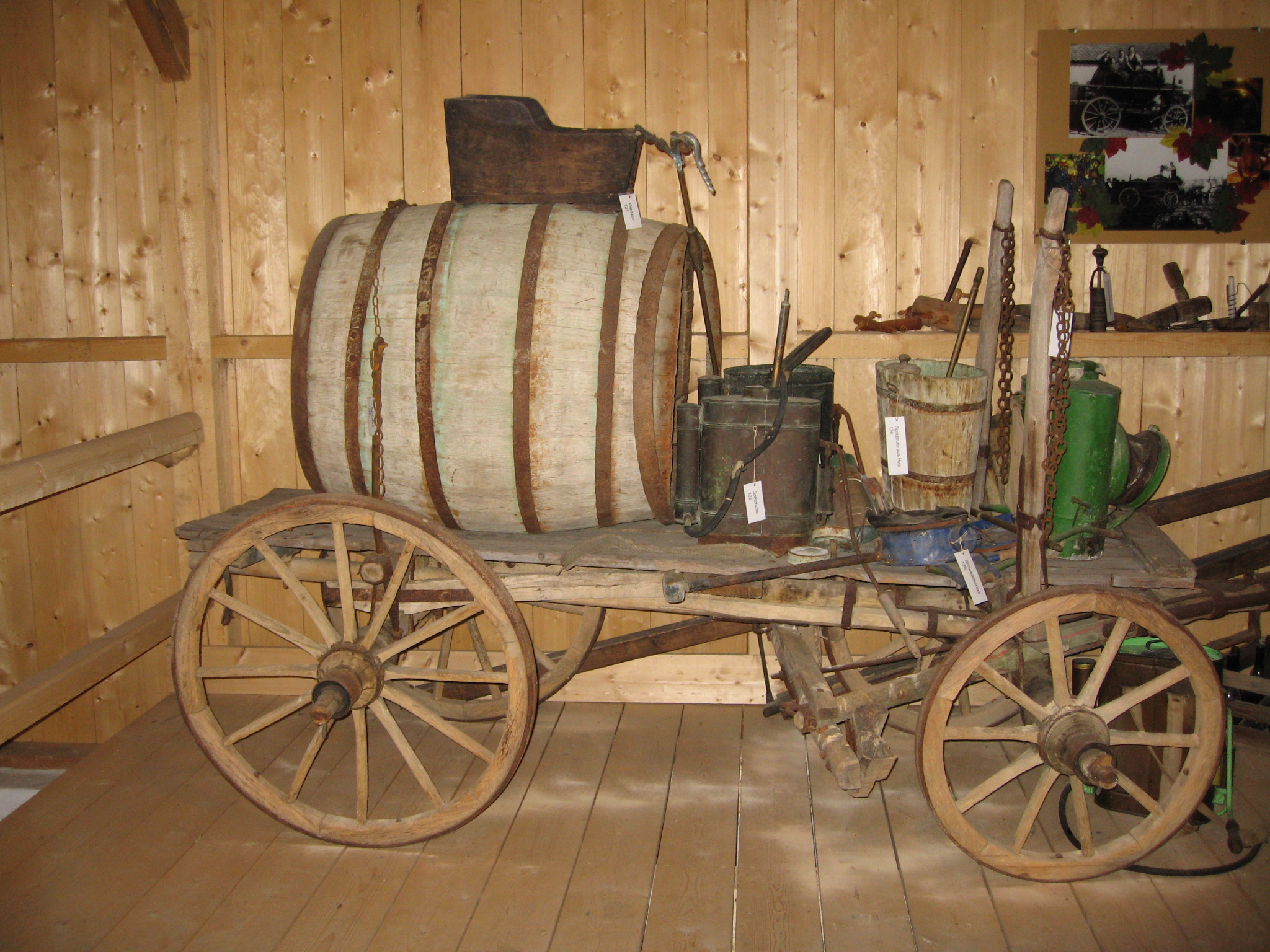
Spritzwagen

In Form einer Dauerausstellung werden auf drei Etagen landwirtschaftliche Geräte, alte Gebrauchsgegenstände und Haushaltsgeräte sowie eine Greißler-Einrichtung  gezeigt. Die Objekte stammen großteils etwa aus der Zeit von 1900 bis 1970. Ein ganzer Bereich ist auch dem Weinbau gewidmet.
Der Bogen der ausgestellten Geräte spannt sich von einfachen Bodenbearbeitungsgeräten über Erntemaschinen – von der Sichel bis zum Garbenbinder – zu Dreschmaschinen verschiedener Alterskategorien und diversen Pferdefuhrwerken. Zu sehen ist auch eine Reihe alter Traktoren, darunter ein Deering Traktor Petroleum des Baujahrs 1928 und ein Steyr Traktor Typ 180 mit 26 PS  aus dem Jahr 1949.
Die Sammlung soll die Entwicklung der Landwirtschaft in der Region Hollabrunn zeigen und insbesondere auch in Form einer Gegenüberstellung die unterschiedliche Arbeitskraft von Mensch, Tier und Maschine demonstrieren. Besitzer der Sammlungsgegenstände ist heute der Kulturverein Bauernmuseum Kalladorf.

## Virtuelles Bauernmuseum Kalladorf
Im Rahmen eines Projekts mit Studierenden der Fachhochschule Burgenland entstand 2009 das Virtuelle Bauernmuseum Kalladorf, in dem ausgewählte Ausstellungsgegenstände des Museums online betrachtet werden konnten. Der Besucher konnte sich durch einen dreidimensional gestalteten virtuellen Bauernhof bewegen und dabei einen Wirtschaftsraum, eine Kornkammer, einen Weinkeller und eine Schmiede besichtigen, in denen multimedial aufbereitete Inhalte aus dem Bauernmuseum Kalladorf bereitgestellt wurden.
Technisch wurde das Projekt mit dem eXhibition:editor3D realisiert, einem vom Institut für Informationsmanagement und Informationssysteme am Joanneum Research entwickeltem Programm zur Erstellung dreidimensionaler Ausstellungsräume.

## Kulturverein Bauernmuseum Kalladorf
Gegründet im Jahre 1979 unter dem damaligen Obmann Helmut Wunderl, hat sich der Kulturverein-Bauernmuseum Kalladorf zum Ziel gesetzt, ein Bauernmuseum der bäuerlichen Arbeitskultur als Kommunikationszentrum zwischen jung und alt zu schaffen. 
Dem Kulturverein Bauernmuseum Kalladorf schlossen sich viele Mitglieder der Jungen ÖVP des Bezirkes Hollabrunn, des Ländlichen Fortbildungswerkes, sowie Lehrer der HTL Hollabrunn und Lehrer der Landwirtschaftlichen Fachschule Hollabrunn an. Seit 1992 bekleidet der Bürgermeister Ignaz Pimberger das Amt des Vereinsobmannes. 
Der Verein finanziert sich hauptsächlich durch ein jährlich organisiertes „Erdäpfelfest“.